# Capidava (site archéologique)
Pour les articles homonymes, voir Capidava (homonymie).

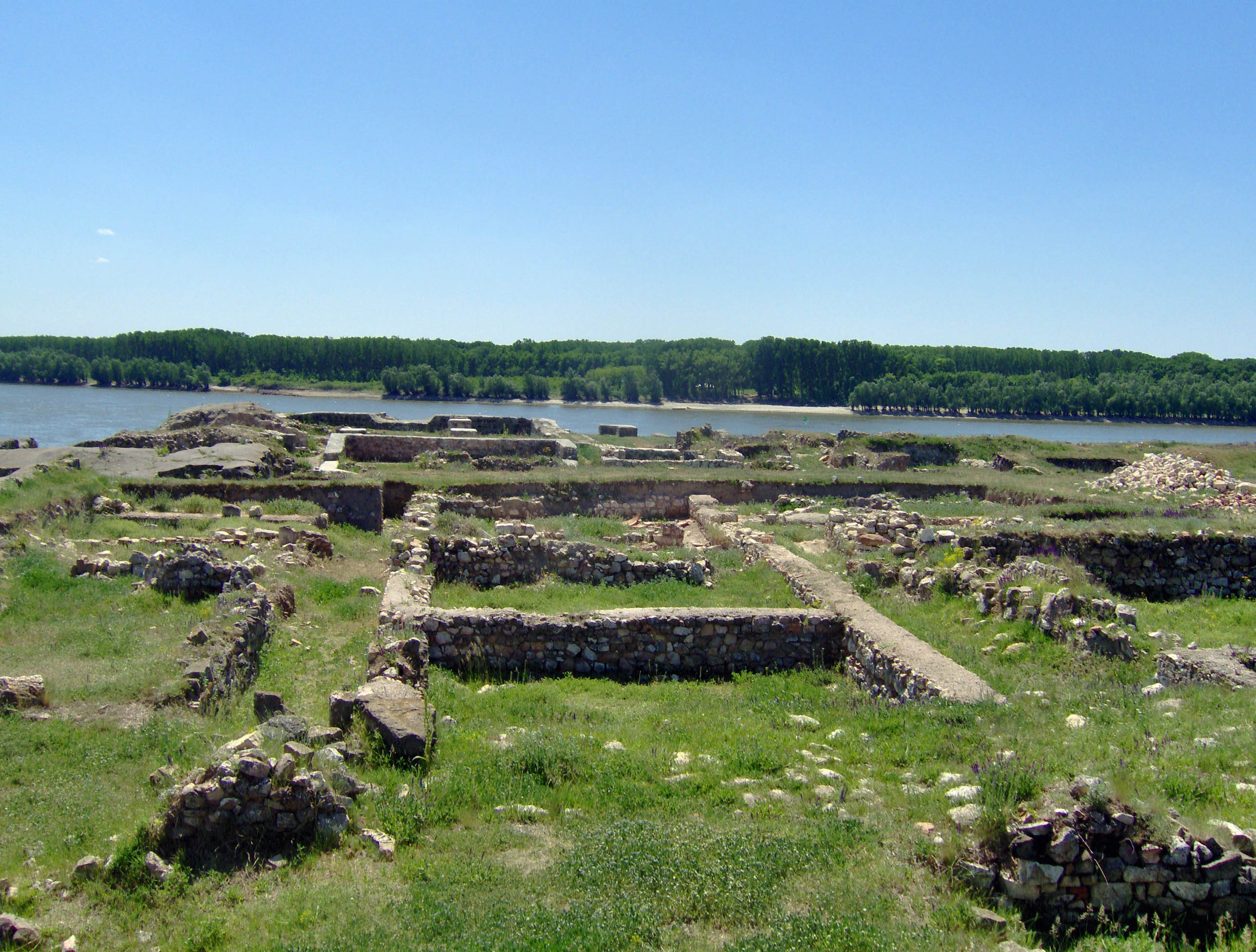
Site de Capidava

Capidava est un site archéologique de Roumanie, situé en Dobrogée, sur la rive droite du Danube, dans le Județ de Constanța.
Le site a été occupé dans l'Antiquité, en tant que forteresse gète (dava signifie précisément « fortification » en daco-gète, le nom précédant ce suffixe étant lié au lieu ou à la tribu locale). Celle-ci est devenue, lors de la conquête romaine, un castrum, puis une cité. En se christianisant, l'Empire romain d'Orient entre dans la civilisation byzantine qui fait de Capidava une importante garnison de troupes gardant la frontière du Danube, par exemple contre les Goths qui l'assiègent au IIIe siècle, ce qui nécessite des travaux de restauration au siècle suivant. Les sources historiques des IVe et VIe siècles citent les unités de cavalerie Cuneus equitum Solensium, equites scutarii et vexillatio Capidavensium. À cette époque de l'Antiquité tardive, Capidava est aussi le siège d'un évêché. Les inscriptions que l'on y trouve sont en majorité latines mais aussi grecques.
Cependant, à partir du VIe siècle, les invasions barbares à répétition mettent à mal l'autorité impériale dans cette région. L'Empire romain s'en retire au milieu du VIe siècle, après l'invasion des Koutrigoures de 559 ; Capidava tombe alors en ruine.
Ce n'est qu'au Xe siècle, après les victoires de Basile II contre les Bulgares, que les Byzantins reviennent à Capidava et commencent à la rebâtir ; mais avant que les travaux ne soient achevés, l'invasion pétchénègue de 1036 met définitivement fin à l'existence de la forteresse, qui ne sera redécouverte et fouillée qu'au XIXe siècle.

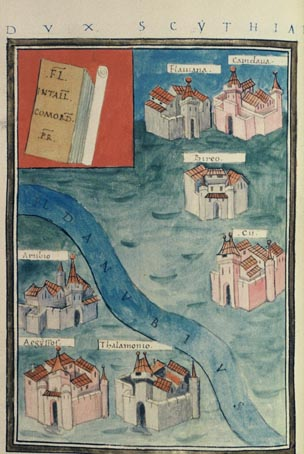
Capidava représentée dans les Notitia Dignitatum : Dux Scythiae